# Latopisy Akademii Supraskiej
Latopisy Akademii Supraskiej – rocznik naukowy ukazujący się od 2010 roku w Białymstoku. Publikowane są w nim artykuły i rozprawy, teksty źródłowe dotyczące dziejów Kościoła Prawosławnego w Rzeczypospolitej, zwłaszcza materiały związane z Monasterem Supraskim. Poszczególne numery periodyku mają charakter tematyczny. 